# Germen oportunist
Germenul oportunist este un microorganism saprofit sau puțin agresiv care este capabil de a provoca o infecție (numită infecție oportunistă) numai atunci când apărarea gazdei este scăzută ca la pacienții imunodeprimați (SIDA, imunosupresie medicamentoasă) sau imunoimaturi (fetus).
Există mai mulți germeni oportuniști (bacterii, virusuri, fungi, protozoare):
- Acinetobacter baumanni
- Aspergillus sp.
- Candida albicans
- Clostridium difficile
- Cryptococcus neoformans
- Cryptosporidium
- Cytomegalovirus
- Geomyces destructans
- Histoplasma capsulatum
- Isospora belli
- Virus JC
- Herpesvirus uman tip 8
- Legionella pneumophila
- Microsporidium
- Mycobacterium avium complex
- Pneumocystis jirovecii, cunoscut anterior ca Pneumocystis carinii f. hominis
- Pseudomonas aeruginosa
- Staphylococcus aureus
- Streptococcus pneumoniae
- Streptococcus pyogenes
- Toxoplasma gondii